# Märta Ulfsdotter
Märta Ulfsdotter, född omkring 1319, död 1371, var en svensk hovdam. Hon var som hovmästarinna ansvarig för drottning Margaretas uppfostran och undervisning.
Märta tillhörde Ulvåsaätten och var dotter till Ulf Gudmarsson till Ulvåsa och Heliga Birgitta. Hon gifte sig med Sigvid Ribbing, hövitsman över södra Halland. Hennes första bröllop ägde rum år 1337 och har blivit berömt som Bröllopet på Ulvåsa. Detta finns omnämnt i sägnen om Heliga Birgittas helgonhistoria. Birgitta ogillade Märtas förste make och kallade honom rövare. Efter sin första makes död 1345 gifte hon om sig med Knut Algotsson (Bengt Hafridssons ätt). 
Märta valdes år 1366 till hovmästarinna åt den framtida drottning Margareta, då Margareta bosatte sig i Norge. Hon undervisade sin dotter Ingegerd tillsammans med Margareta, och ska ha använt sig flitigt av aga som undervisningsmetod. 
Enligt legenden ska hon ha bibehållit: "en sådan överlägsenhet över sin kungliga elev, att denna, till och med sedan hon blivit drottning i Norige, måst underkasta sig samma råa bestraffning." Detta syftar på att Margareta blev Norges drottning genom giftermål 1363, då hon var tio år gammal. 
Barn
I första äktenskapet; 
1. Peder Sigvidsson Ribbing
2. Arvid Sigvidsson Ribbing
3. Ingegerd Sigvidsdotter Ribbing [2]

I andra äktenskapet; 
1. Ingegerd Knutsdotter, född 1356, död 1412; abbedissa i Vadstena kloster 1388-1403
2. Katarina Knutsdotter, död cirka 1412, hovmästarinna hos Filippa av England 1412
3. Ingrid Knutsdotter